# Хускар
Хускар (ісп. Júzcar) — муніципалітет в Іспанії, у складі автономної спільноти Андалусія, у провінції Малага. Населення — 221 особа (2010).
Муніципалітет розташований на відстані близько 440 км на південь від Мадрида, 70 км на захід від Малаги.

## Демографія
Динаміка населення (INE ):

## Галерея зображень

Розташування муніципалітету у провінції Малага
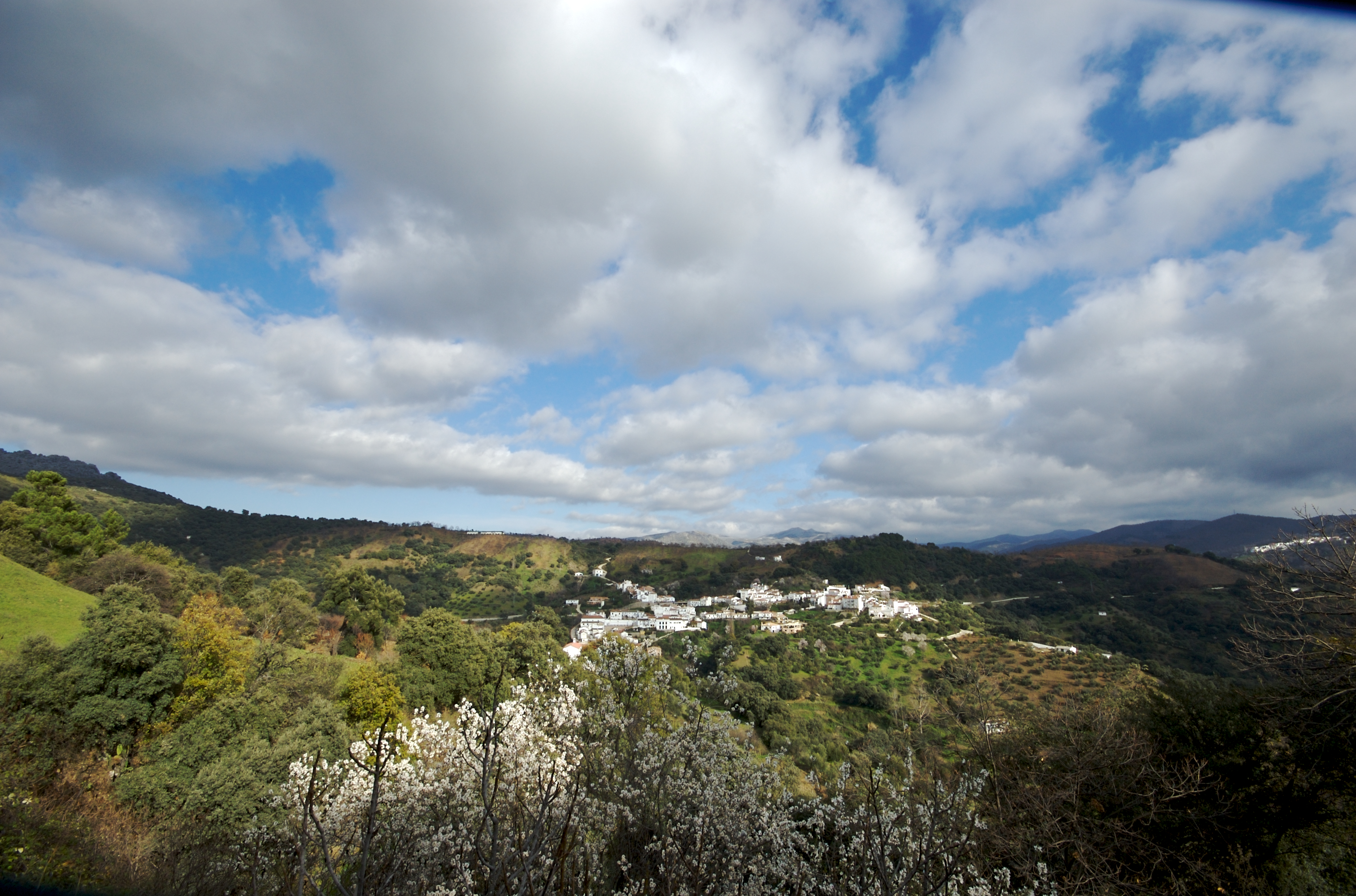
Хускар